# Staten Island Railway
De Staten Island Railway (SIR) is een spoorlijn op Staten Island in New York. Staten Island is het enige stadsdeel van New York dat niet bereikbaar is met de metro van New York. Wel kent het eiland een eigen elektrische stadsspoorlijn, die de verschillende wijken verbindt met de veerbootterminal, waar overgestapt kan worden op de Staten Island Ferry naar Manhattan.
De lijn is ontstaan als spoorlijn, maar kent geen kruisingen meer met overig verkeer en kan dus als metro beschouwd worden.

## Geschiedenis
In 1836 werden de eerste plannen gemaakt voor een spoorlijn, maar werden niet uitgevoerd. In 1851 werd begonnen met de aanleg van een spoorlijn van Tottenville naar Stapleton, maar de organisatie raakte in financiële problemen en Cornelius Vanderbilt, de eigenaar van de veerdienst naar Manhattan, werd bij de plannen betrokken.
In 1860 opende Staten Island Railway tussen Clifton waar Vanderbilt's Landing, de veerbootterminal, zich bevond, en Eltingville. Op 2 juni werd Tottenville in het uiterste zuiden van het eiland bereikt. Op 30 juli 1871 brak op de veerboot Westfield brand uit, waarbij 125 passagiers het leven lieten. In 1872 werd de spoorlijn failliet verklaard en overgenomen door George Law.
In 1884 werd de spoorlijn werd doorverkocht aan de Baltimore and Ohio Railroad. In 1886 werd besloten de veerbootterminal te verplaatsen naar St. George, omdat het de kortste afstand tot Manhattan was. Hetzelfde jaar werd een zijtak naar het strand (South Beach) in het zuidoosten geopend, en in 1889 volgde een westelijke tak (North Shore-lijn) die met een hefbrug verbonden was met Cranford in New Jersey. Deze Arthur Kill Bridge heeft met 170 meter de langste hefbare overspanning ter wereld.
In 1905 werd de veerdienst overgenomen door de stad New York. In 1925 werden alle lijnen geëlektrificeerd met een derde rail. In 1953 werden de twee zijtakken gesloten, maar de North Shore-lijn bleef tot 1991 in gebruik voor goederenvervoer.
In 1971 werd de Staten Island Railway overgenomen door de Metropolitan Transportation Authority, het vervoerbedrijf van de stad New York. De nieuwe exploitant zette vanaf 1973 nieuwe treinen in, die het materieel dat nog uit 1925 stamde, vervingen.
In 2007 werd de North Shore-lijn deels weer in gebruik genomen voor goederenvervoer, en werd een zijlijn aangelegd naar Fresh Kills Landfill. De goederenlijn is eigendom van CSX Transportation.

## Galerij

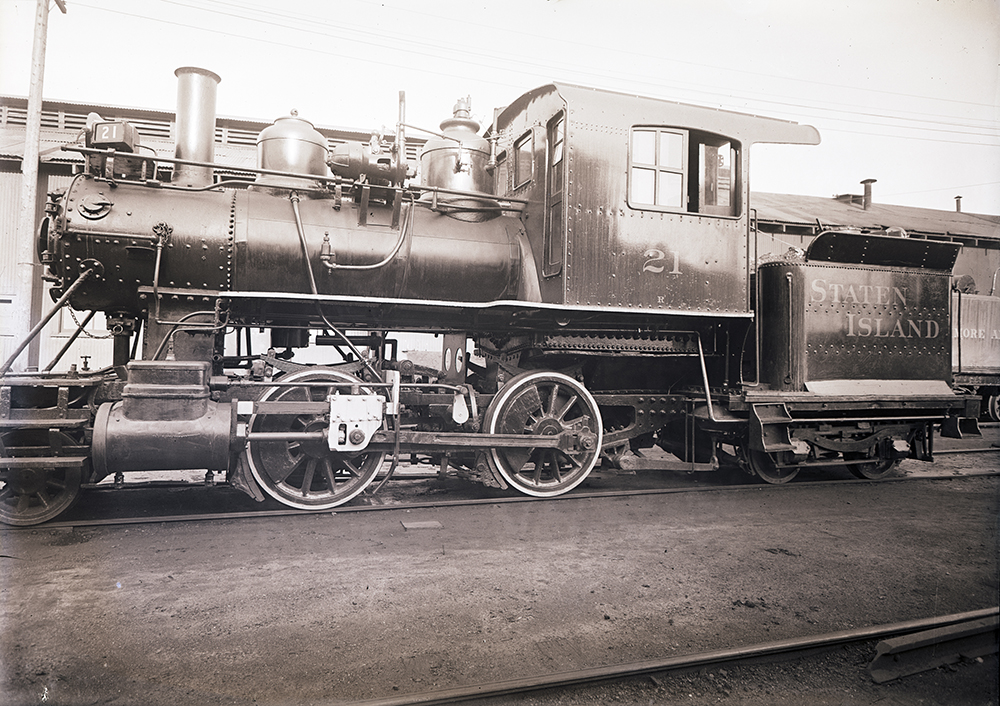
Stoomlocomotief (voor 1925)
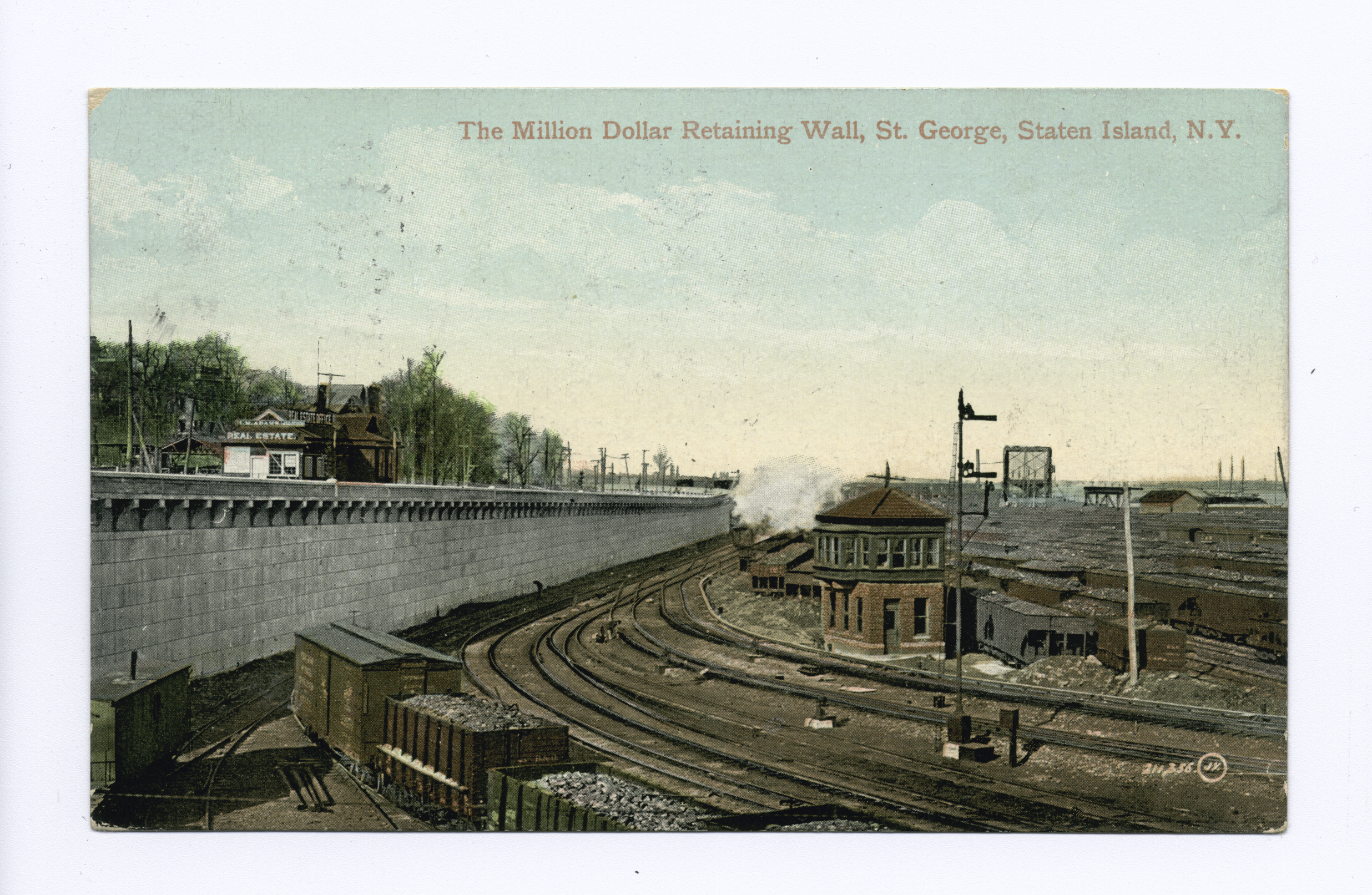
Keermuur bij het rangeerterrein van St. George
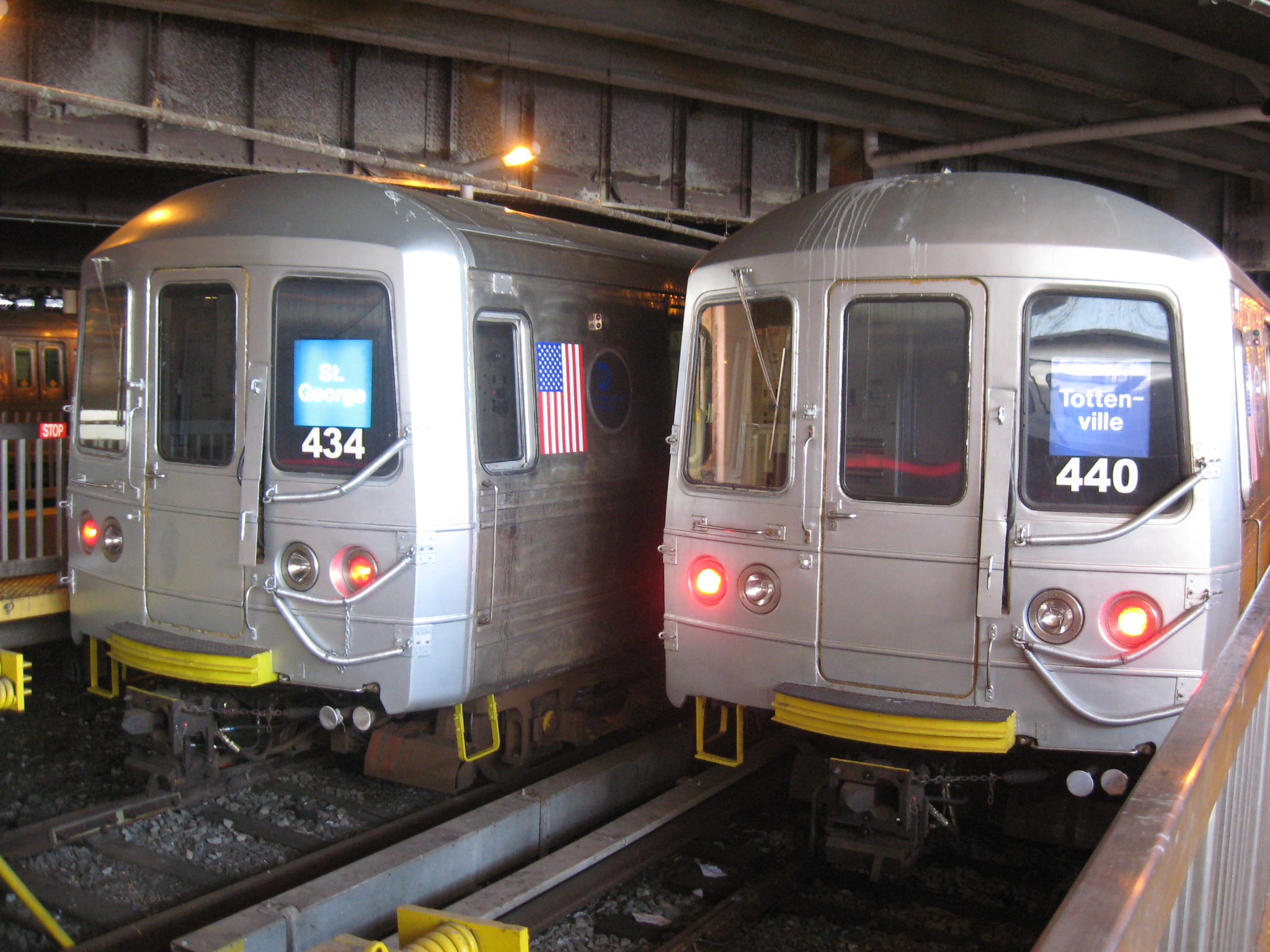
R44 SMS op Saint George Terminal
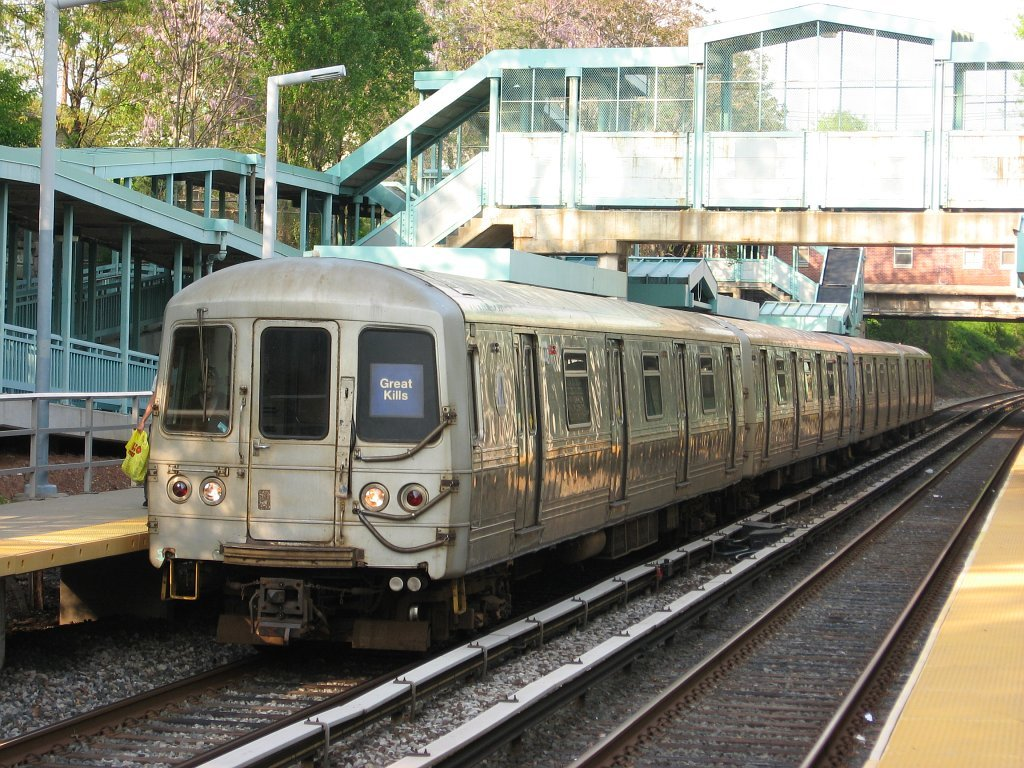
SIR 448 op Great Kills Station
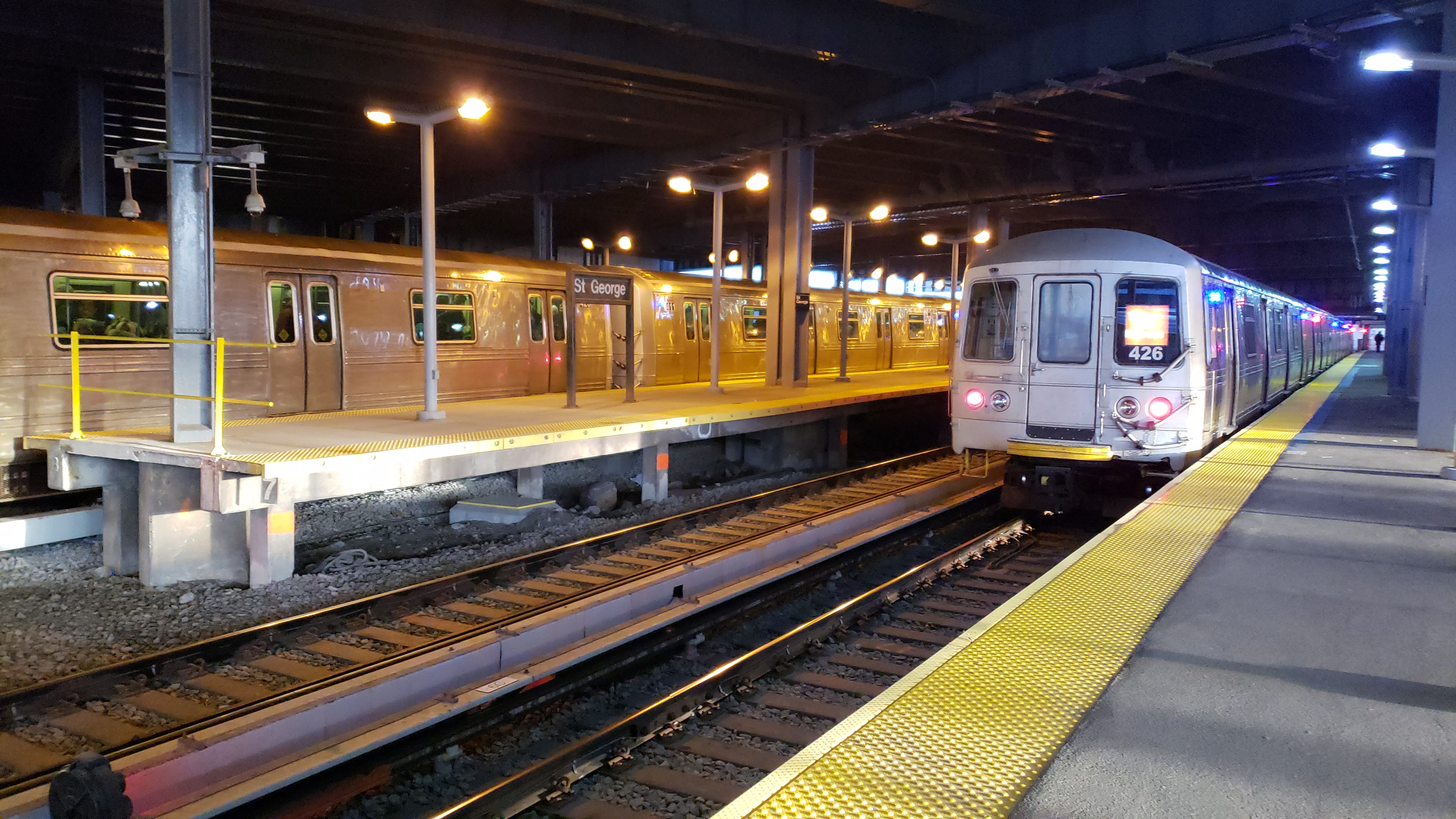
R44 op Station St. George